# 高校鉄拳伝タフ
『高校鉄拳伝タフ』（こうこうてっけんでんタフ）は、猿渡哲也による日本の格闘漫画。『週刊ヤングジャンプ』（集英社）にて連載された。

## 概要
『週刊ヤングジャンプ』にて1993年から2003年まで約11年にわたって連載された。作者が1993年に発表した同じ主人公の読み切り『男純情恋歌』を原案としている。OVA化もされ、ビデオは3巻までリリースされた。対戦者として登場してくる格闘家や武術家たちは、大半は実在の人物がモデルになっている。作品の特徴としては筋肉描写が非常に緻密で、終盤（単行本30巻以降）からは『TOUGH』に近い絵柄となっていく。
2003年から2012年まで続編『TOUGH』が同誌に連載され、2016年からはさらに後の時代を舞台にした『TOUGH外伝 龍を継ぐ男』が『週刊プレイボーイ』にて連載されている。また主人公の父親・宮沢静虎の活躍を主に描いた読み切り短編集『タフ外伝 OTON』も刊行されている。
2012年7月時点で本作と続編『TOUGH』を合わせたシリーズ累計発行部数は1000万部を突破している。

## あらすじ
最強の実戦的古武術として名高い灘神影流（なだしんかげりゅう）の継承者の家庭に生まれた高校生、宮沢熹一が高校スポーツ界のスター選手から、プロ格闘家、裏の武術家らと格闘戦を交わし、ライバルや戦友と交流していくというのが基本的な筋。空手、柔道、ボクシング、プロレス、ムエタイ、相撲、柔術など様々な格闘技の達人が登場し、死闘を繰り広げる。
最初は高校の格闘技の強豪を倒し、その後アイアン木場の送り込んできた刺客を倒し、そしてTDK編（TDKについては下記で紹介）に入り、最後に鬼龍VS静虎、の構成となっている。
一般的な格闘技漫画において省略されがちな寝技、関節技を見応えのある攻防にする描写力に定評がある。後続の作品と比較すると主人公、喜一と父、静虎の実力差が大きく、登場するキャラクターの強さのステージが大きく二段階に分けられる独特の設定が特徴。

## 登場人物

### 灘神影流
宮沢 熹一（みやざわ きいち）
声 - 岩田光央
本作の主人公で、灘神影流活殺術（なだしんかげりゅう かっさつじゅつ）第15代目継承者。愛称は「キー坊」。初登場作品は、猿渡哲也の別著『SOUL』第4巻収録読切『男純情恋歌』。
青葉工業高校2年の17歳で、身長172cm、体重60kg〜65kg（変動あり）。好物は豚まん。嫌いな物は不良、幽霊、お化け。将来の目標はアクションスター（初期）、もしくは世界最強の選手になってオリジナルの灘神影流を作り上げること。父・静虎の教えを守りつつ、日々継承者として修練を積んでいる。性格はいたってポジティブかつお調子者だが、負けず嫌いでもあり、試合中に大口を叩く事も多い。また、一見して不良の風貌だが、「自分より弱い者をイジメることしかしない不良は嫌い」と公言するなど、良識を持った人物である。学校では圧倒的な強さから勝手に「番長」と見なされているが、本人にその気はまるでない。学生の本分である学業面では無遅刻無欠席、毎日2時間以上勉強を続けるなど非常に勤勉ではあるが優等生ではないらしく、成績は得意科目の英語で「25点は取れる」ことを自慢している。
喧嘩の技術は伝説の流派を継承しているだけあって高校生のそれを超越しており、不良はもちろんプロの格闘家でも歯が立たない。柔道、プロレス、柔術、相撲、ムエタイ等の選手と積極的に他流試合を行い、相手の技を流派に取り込んだり会得した灘神影流奥義を実践で独自に改良するなど柔軟さと素直な気質を持ち合わせる。物語後半、父・静虎に初めての反抗をしてまで強い相手と闘いたいという理由で格闘技大会『T・D・K』に出場。決勝戦で伯父・鬼龍の“息子”ガルシアと死闘の末に敗北。試合後に自身の技がもとでガルシアが死亡したことに罪の意識を背負いつつも、終盤に格闘家としての道を歩む決意を固める。
宮沢 静虎（みやざわ せいこ）
声 - 船木誠勝
熹一の父。灘神影流活殺術第14代目当主。熹一からはオトン（大阪弁で“お父さん”）と呼ばれ敬慕されている一方、その名を知る格闘家からは「静かなる虎」の異名で知られ、畏怖される存在でもある。本業は銀行員だが、副業で要人警護などの仕事も引き受けている。
暗殺拳の継承者でありながら「不殺」（ころさず）を目標に掲げるヒューマニストで、息子の熹一にもそれを教え込んでいる。他者に優しく自身に厳しいストイックな性格で、筋骨隆々の体格と強面の外見ではあるものの家族以外の人間には礼儀正しい態度を崩さない。姉の由美子は「（周囲への優しさは）人一倍弱いからこそ、人の弱さが良く分かるから」と評する。ただし、息子の熹一には時として厳しく接することもある。熹一には流儀伝承の関係もあって家父長的に振舞うが、父子家庭のため、仕事と両立して家事を完璧にこなしており、実はウサギマークの茶碗やバスタオルを愛用するなど顔に似合わず可愛いもの好きの一面を持つ。名前の読みが「せいこ」と女っぽいことを気にしており、熹一などの親類以外には本名をずっと隠していたが、実際は双子の兄・鬼龍が登場する終盤までは名前が設定されていなかった。
格闘家としては技巧だけでなく驚異的な身体能力を持ち、キックは160kgの巨体である栗須革了を一撃で吹き飛ばし、状況においては銃弾すらも回避可能。特に防御・回避の技術は実兄の鬼龍と比較して「攻めの鬼龍 守りの静虎」と称されている。また、「殺法は活法に通ずる」というモットーのもと、灘神影流を応用した治療術も会得している。終盤には、禁断の奥義「呪怨」を復活させて灘神影流を破滅に追いやらんとする鬼龍と対峙。力を解放した鬼龍の真正呪怨の前に立ち上がり究極奥義「幻瀧」を繰り出すものの敗北。これにより、続編『TOUGH』の初期まで呪怨の後遺症で苦しむことになる。
非常に稀有な剛脚の一種、大地を震わせながら野を駆ける虎の如き力強さを誇る「虎腿（タイガー・フット）」の持ち主。
作者・猿渡は静虎には特別な思い入れがあると語っており（42巻あとがきより）、彼を主人公にした短編集『タフ外伝 OTON』も発刊されている。
宮沢 鬼龍（みやざわ きりゅう）
静虎の双子の兄で、灘神影流活殺術の達人。その存在を知る者からは「悪魔」「怪物を超えた怪物」と呼ばれ恐れられている。IQ200の天才的な頭脳を持ち、ニーチェを愛読する読書家にしてピアノの心得もあり、ピカソの作品「ゲルニカ」を批判し認めないなど、美術にも造詣が深い。神や運命を冒涜している一方で、熹一に灘神影流の運命を背負わせようとするなど、運命論者的な側面も併せ持つ。
幼少期から臆病だった弟・静虎とは対照的に好戦的で、プライドが高く負けず嫌いな性格だった。30年前、灘の里で行われた「男魂祭り」の最中に瀕死の重傷を負い、兄・尊鷹から腎臓の移植を受けたことで一命をとりとめるが（その手術痕が唯一の弱点となっている）、その好意がかえって鬼龍のプライドを傷つけることになる。以来、尊鷹を恨んでおり、成長した5年後に彼を殺そうと一方的に勝負を挑む。しかし、若くして灘神影流奥義をマスターしていた尊鷹に容易く退けられるも、不意をついて尊鷹を吊り橋から落とし死なせてしまう。灘神影流の正統後継者であった兄を殺めたという大罪を背負ったことがきっかけで、心に「悪魔」を宿すこととなる。
その後灘を離れると暴虐の限りを尽くして裏社会をのし上がり、現在では超大国・アメリカの政治や極秘計画にまで関与する存在になる。また、これまでに世界中の女性と関係を持ったことで、後の作品には「鬼龍の子供たち」が多数登場する。灘を去ってから20余年の後、『T・D・K』開催中に突如として静虎の前に現れ、宮沢親子や“息子”のガルシアらを翻弄する。
『T・D・K』終了後、かつて宮沢鬼一郎が編み出したもののあまりに危険な技のため排除された奥義「呪怨」の復活と、自らの野望である「灘神影流を潰す」ために静虎と闘う。塊蒐拳を受けてもなお立ち上がる静虎に対し力を解き放ち、真正呪怨によって倒した。
非常に稀有な剛脚の一種、縦横無尽に天を往く龍の如きしなやかさを誇る「龍腿（ドラゴン・フット）」の持ち主。
宮沢 尊鷹（みやざわ そんおう）
鬼龍・静虎の兄で、本来は灘神影流の14代目当主となるはずだった人物。10代で既に超人的な強さを誇り、普段は争いごとを嫌う静虎同様の穏やかな性格であるものの、実際は戦うことに快感すら覚える性質を持っており、鬼龍は彼を「心に鬼を宿している」と評する。
その昔、灘の里に持ち上がったダム建設のトラブルに巻き込まれた際、弟たちをヤクザから守るために自ら利き腕の小指を食いちぎってその場を収めたことがある。その後、里に伝わる神事「男魂祭り」の厄負人となり、重傷を負いながらも1万人の男衆らを退け見事に厄負人を務めきった。この時、祭りで同じく重傷を負った鬼龍を助けるため腎臓を移植したが、幾度となく恩を着せられたと感じた鬼龍から一方的に恨まれるようになり、その5年後、彼から決闘を挑まれる。鬼龍に圧倒的な力の差を見せつけるが、不意を突かれて吊り橋から突き落とされ、濁流の中に消え行方不明となる。
宮沢 由美子（みやざわ ゆみこ）
鬼龍・静虎の姉で、尊鷹の妹。他の兄弟と同様に灘神影流を習うが、格闘家にはならず東京で整体院を経営している。それでもチンピラ程度であれば瞬時に撃退するほどの実力の持ち主で、幼い頃はいじめられるほど気弱だった静虎をよく励ましていた。
宮沢 金時（みやざわ　きんとき）
声 - 西前忠久
熹一の祖父で、宮沢三兄弟と由美子の父親。灘神影流活殺術13代目当主。かなりのスケベ爺で、年をとってもなお好色である。鬼一郎の「呪怨」を受けた弟虎二郎の子供で唯一生き残り、父の代わりに当主の座を受け継ぐ。灘神影流の里があった頃には、地元ヤクザとダム建設問題で命を狙われており、ヤクザを殺すことなく無傷で勝利している。物語終盤、鬼龍との戦いで不完全な呪怨を受け、その影響で記憶障害などに陥るも命に別条はなかった。

#### 宮沢家の縁者
エドガード・C・ガルシア
格闘技界に彗星の如く現れた17歳の少年。その正体はアメリカ軍の極秘研究によって人工授精により誕生した“人間兵器”である。遺伝上の“父親”は鬼龍で、“母親”は体操競技の金メダリストにしてハーバード大学を首席で卒業した経歴を持つシェリ・ベネットという女性（故人）。
軍の兵士と同様に任務を受けて戦地や犯罪組織の下へと送り込まれるのだが、それら全てを素手のみで、状況によっては単身で壊滅させてきた。常人を遥かに超越するほどの身体能力を有し、パンチ力はジャブ程度で人間の骨を粉砕し、キック力はそれ以上の破壊力。また、爪を剥がされるなどしても全く心拍数が動じない精神力を併せ持ち、自分の内臓の位置を調節したり、骨が異常に曲がる「ボーン・コントロール」によって全く関節技が効かない、などといった身体的特徴を持つ。しかし遺伝子操作で誕生したために短命で、鬼龍曰く「精神年齢は12歳、肉体年齢は80歳」。元々名前が無かったが、鬼龍が軍の不正を告発したことで自殺に追い込まれた将校「ガルシア」の名前をつけるよう提案。以来、彼の名前となる。
バーリ・トゥード大会でアイアン木場を必殺技「ボーン・トルネード」により秒殺、一度は危篤状態にし、さらにはギャルアッドをミドルキック一発で内臓を破裂させ再起不能にした。この他にもモラヘスやウーゴ・ロドリゲスといった強敵をボーン・トルネードで葬っている。基本的に「自分は兵器である」と自覚しており、命令は絶対と認識していたため、人間がただの肉塊となっても何の感情も抱かなかったが、アイアン木場とのリマッチで初めて闘いの悦楽を知る。そこから徐々にガルシアはプロジェクトを指揮するギルモア博士の言う事を聞かなくなり、また、母親のように接してくれた女性科学者クリスを博士らに殺害されてしまったことで完全に自立。機械でなく、人間として死にたいと考えるようになった。
『T・D・K』にも出場しリカルド伊藤、栗須革了を瞬殺、朝昇も完膚なきまでに叩きのめした。大会の最中、ギルモア博士からその存在を聞いていた遺伝上の“父親”・鬼龍と遂に対面を果たすが、当の鬼龍は気まぐれ同然でDNAを提供し産まれたガルシアのことを「我が子」とは思っておらず、双子の弟・静虎になりすましてガルシアに一方的に叩きのめし、宮沢親子に憎しみを植え付けるなどして彼の心を弄んだ。
『T・D・K』決勝戦では熹一との死闘の末に渾身の右ストレートでK.O.勝ちし優勝したが、試合中に熹一から受けた「蠢蟹掌（しゅんかいしょう）」の二度撃ちにより直後に危篤、心不全で絶命する。彼の遺骨は、静虎の計らいで灘の里にある宮沢家先祖代々の墓に納骨された。
李 牡丹（り ぼたん）
香港の武術会や黒社会とも繋がりが深い、有力一族の美女。実は李一族は、「呪怨」の使い手だった宮沢鬼一郎の子孫で、彼女も灘神影流の縁者である。鬼一郎は「呪怨」で宮沢一族を破滅に追いやりかけた自責の念から日本を逃れ、中国に渡る。その子孫の李一族には、今も「呪怨」の秘伝書の片割れが伝えられており、鬼龍は牡丹にそれを渡すように要求するも彼女はそれを拒否。しかし差し向けた護衛をあっさりと全滅させた鬼龍の暴威の前に、秘伝書を渡してしまった。
宮沢鬼一郎（みやざわ　きいちろう）
シルエットのみ登場。灘神影流活殺術第12代当主。「呪怨」を編み出し、弟虎二郎との闘いでそれを繰り出すが、のちにそれを悔いて灘の里を去り、「呪怨」秘伝書の半分を持ち中国に渡った。李牡丹はその子孫。
宮沢虎二郎（みやざわ　とらじろう）
シルエットのみ登場。鬼一郎の弟で金時の父。鬼一郎によって「呪怨」をかけられた結果、自身が苦しむばかりでなく、8人いた子供たちも金時を残して次々と死んでいった。最期は一族を守るために、洞窟の中で「呪怨」秘伝書と共に即身仏となって果てた。

### 灘心陽流
黒田光秀（くろだ みつひで）
声 - 杉田智和
灘神影流と対をなす流派・灘心陽流の伝承者（免許皆伝）。親友である成瀬を試合中の一撃がもとで死なせてしまい、それ以来拳を封印する。しかし、熹一との決闘で心を開き、それ以後熹一の親友となる。また金田との戦いに自分が身代わりになって熹一に弱点を教えようとしたり、アイアン木場との戦いを控えた熹一にバランス感覚を養う独自のトレーニングを指導するなど、熹一の力になる。しかし、アイアン木場と熹一の一騎討ちの途中に突然姿を消し、16巻以降は登場しない。
得意技は破心掌、飛び回し蹴りや空中四段蹴りなどの空中技。数分でトラックを素手でスクラップにしてしまうほどの実力を持つ。

### ワールドプロレス社
アイアン木場（アイアン きば）
声 - 若本規夫、小林由美子（少年時代）
日本最大のプロレス団体『ワールド・プロレス』総帥。本名は木場正治。身長191cm、体重110kg。公式戦績は230勝11敗、1982年のNWL7代優勝など数々の記録を持ち、プロレスの生ける伝説として圧倒的知名度と人気を誇る。興行としてのプロレスや団体運営に徹しているビジネスマンだが、同時に非公式のセメント（真剣勝負）や他流試合を行い、こちらでもほぼ無敗を誇るなど実戦派のプロレスラーとして「プロレス最強論」を表と裏の双方で証明し続けてきた。かつて静虎と非公式の試合を行い、左目を失い敗れている（一方の静虎も肋骨を2、3本折るなど重傷を負った）。それ故に灘神影流には激しい復讐心を抱いており、船田幸司と熹一の一戦以来、灘神影流を潰すために様々な選手を送り込むなど、物語中盤までの実質的な黒幕であった。
父親は日本プロレス界の巨星・力山大道（りきやま だいどう）で、母親はその愛人だった。母は妾という立場上、力山から蔑ろにされていたために木場親子の生活は常に貧窮し、幼かった正治は精神的に不安定だった母から虐待を受けて育つ。そうした生活の中で正治少年は実父・力山に憎しみを募らせていった。その母が力山の死にショックを受け後を追い自殺すると、力山の正妻に引き取られる。正妻は還暦を迎えた老婆でありながら、若い愛人へと走った力山を振り向かせるために幾度も整形手術を繰り返すなど既に正気を失っており、さらに力山の弟子たちからは激しい折檻を受けるなど荒んだ子供時代を送った。
私生活では8回の結婚歴があり、それでいて常に何人もの愛人を抱えるなど父と同様に派手な女性関係を築いている。子供は現在の妻（作家）との間に生まれた活一郎と、愛人との間にもうけた子・真一（後述）の2人がいる。
様々な刺客を送り込んだ末、最後には自ら静虎との再戦に臨むが、直前に静虎が酔っ払いを庇いトラックにはねられ意識不明の重体に陥る。代理として熹一に自分との勝負を受けるように挑発し、深夜のグリーンスタジアム神戸で5時間にも渡る死闘を繰り広げる。熹一の「百足固め」により脚に大きなダメージを負うも、意識を失いながら気迫のみでとどめのジャーマンスープレックスを繰り出し逆転勝利を収めた。熹一との闘いで憑き物が落ちたらしく、以前のように灘神影流への憎悪を極端に募らせることはなくなった。しかし愛息・活一郎と熹一との将来の対決を予告したり、真一を自身と同じ過酷な環境で育てることで灘神影流を越える格闘家に育てようとするなど、その闘争心は未だ旺盛だった。
復帰戦として台頭するバーリ・トゥードの大会に団体の名を背負って出場。しかしそこでガルシアに完敗しただけでなく、ボーン・トルネードにより頸椎を破壊され、左半身麻痺と言語障害を患い危篤状態になる。その後、宿敵であった静虎の施術によって驚異的な回復を示し、ケージファイトでガルシアとのリマッチに挑む。静虎との特訓によりボーン・トルネードを攻略するなど以前よりもガルシアを苦しめたが、約1時間の激戦の末に敗北。試合後、ガルシアと戦うため無理な荒療治で寿命を磨り減らしていた事実が判明し、熹一との会話中に急性心不全により絶命した。没後、遺産を投じて世界的な格闘技大会『T・D・K』を開催する遺言が公表された。
得意技はジャーマン・スープレックス、スクリューネッククラッシャー、アイアンドライバー。ローキックは木製バット3本をへし折る威力。
高石義生（たかいし よしき）
声 - 梁田清之
「人食い義生」の異名を持つプロレスラー。熹一の呼び方はヨッちゃん。トレードマークはバンダナに長髪（後に短髪の髭面）、左目下の切り傷跡（しかし、黒竜寺での修行以降は無くなっている）。
登場時から2年前、メキシコにおけるルチャリブレの試合で、国民的人気を誇る花形レスラー、チコ・フェルナンデスを必殺技キャノンドライバーで一瞬にして破壊、再起不能にしている。その事件によってプロレス界から追放されていたが、アイアン木場の誘いを受け、彼への挑戦権を報酬としたワールド・プロレスの刺客として、熹一の前に現れた。
学生時代にレスリング、タイでの3年間の修業でムエタイを学び、組技・投げ技・立ち技の何れにも隙のない実力を持つ。過去デビルファクトリーにも在籍していたが、阿久津とソリが合わず、すぐに脱退した。
格闘技に対しての姿勢は真摯且つ真剣そのもので、時に凶暴残酷な顔も見せるが、無闇に格好をつけたりやせ我慢をしてみたり、また妹のアケミにはまったく頭が上がらないなどコミカルな一面を持つ。登場以来熹一とは妙にウマが合い、馴れ合うことこそないものの、レムコ戦の際には自らコーチを買って出るなど、友人として仲良く付き合っている。
木場に憧れてプロレス入りした経歴から、プロレスラー超人説を信じており、あくまで自分の職業はプロレスラーであると公言している。
得意技は代名詞的必殺技であるキャノンドライバー（パイルドライバー系の技だが、足を固定した状態で、頭に足を乗せて落とす危険な技）の他、ジャーマン・スープレックス等。
鬼川平蔵（おにかわ へいぞう）
声 - 井上文彦
古流柔術の経験者で元プロレスラー。実力至上主義のプロレスに徹したため、関節技の実力は随一と称されながらも地味な経歴で引退に追い込まれ、表のプロレスから去る。その後は裏の世界で会社やプロモーターの意向に逆らうプロレスラーに「制裁」を与える仕事を続けており、再起不能から一ヶ月程度の怪我まで自在に骨を破壊できる技量から壊し屋オニ平として恐れられる。歯の多くが抜けた初老の男性ながら凄まじい技量を誇り、様々な流派の関節技を完璧に使いこなす。木場の命で船田に制裁を与えた後、熹一に闘いを仕掛けるが、灘神影流奥義・巨蛸固めに敗北。実力も無いのに持て囃されるレスラーへの僻みから壊し屋を続けていたが、熹一との闘いで足を洗う決意を固める。
ストリッパーの妻との間に一子を儲けており、子について「本当は壊すよりも作るほうが好き」と語るなど面倒見の良い性格。そうした考えから若い頃にあらゆる技術を教え込んだ愛弟子・左門清正を育て上げるも、自らでも止められない怪物と化してしまい、自らも熹一敗北の制裁として左門に顔面を陥没させられた上に腕を折られて重体となる。左門の更生を託す意味もあり、左門との闘いに挑む熹一に自らが編み出した奥義・飛翔閻魔固めを教える。また木場との戦いで静虎が負傷した際、熹一の祖父より灘神影流奥義・百足固めを教えられ、代理として熹一に伝授した。得意技は飛翔閻魔固め、百足固め。
左門清正（さもん きよまさ）
声 - 立木文彦
元プロレスラーで、アメリカの闇社会で「サモン」の名で恐れられる総合格闘家。鬼川が手塩にかけて育て上げた愛弟子で、全ての関節技術を叩き込まれた。また小柄なオニ平に比べて身体能力も高く、強力な打撃技を併せ持つトータルファイター。日本の公式試合に飽き足らず裏の実戦勝負で闘いを続け、遂には渡米してギャングの主宰する興行で殺し合いを演じるまでになった。鉄拳伝に登場する人物としては珍しく命がけの戦いを選んだ動機やトラウマを一切持たず（語らず）、ただ強さを追い求めて相手を殺める事すら躊躇わない戦いを続けている。先の裏興行では自らの奥義「地獄落とし」で戦意を喪失していた相手選手を再起不能にした。オニ平によると、唯一の弱点は水虫とのこと（ただ、その描写は登場していない）。
静虎すら「あの男は強い」と評価したほどの実力を持ち、さらに銃を持った警備兵の片目を飛び蹴りの際に指で突き破って撃破するなど桁違いの強さを見せる。熹一との戦いでは師の技である飛翔閻魔固めを簡単に外すなど圧倒するが、静虎との一戦で腎臓にダメージを与えられ、そこを巧に突いた熹一の反撃で飛翔逆さ閻魔固めと胴絞めチョークスリーパーで落とされ敗北した。初めて敗北した事で視野の広さを養い、師のオニ平とも和解してパンクラスの選手としてプロレスに復帰する。また、渡米してかつて再起不能にした相手選手への謝罪に赴くが、その帰り道に強盗目的のチンピラに頭部と胸部を撃たれて命を落とす。
得意技は飛翔閻魔固め、地獄落とし。
船田幸司（ふなだ こうじ）
声 - 栗山浩一
若手のエース候補で、ワールドプロレス所属の新人プロレスラー。気弱な性格だが、ちょっとした事から熹一と戦う事になり、実力で熹一に圧倒されながらもプロレスラーの頑丈さと精神力を見せ付ける。車のガラスを頭から突き破る、自動販売機を持ち上げるなどの無茶な闘いを見せ、闘いの途中で「これ以上続けると命のやり取りになる」という静虎に気絶させられた。闘いの後は実戦で度胸が付いたらしく、難癖をつけてきた先輩レスラー二人を逆に叩きのめす行為に出る。しかし狼藉を働いた事から会社の制裁を受け、意向を受けたオニ平により片腕をへし折られた。
八田（やた）
プロレスラーで藤田に勝った。ジャーマン・スープレックスで沈めたが、あくまでショーである。
藤田（ふじた）
声 - 不明
プロレスラーでいつも負け役の選手。八田との試合の後酔って、サラリーマンに馬鹿にされたので、プロレスラーの肉体のタフさを見せ付けていたが、静虎に止められる。その後静虎に喧嘩を売るが、キックで骨が折れた（関節で無い部位）。
天州（てんしゅう）
声 - 岸祐二
木場の跡を継いだ次ワールドプロレス総裁でチャンピオン。木場が在命時には左門にヘッドロックで落とされ、総裁になってからは祠部矢治らの熹一襲撃を鬼龍に命じられるなど、あまり強い立場ではないように思わせる。現役時代には、オニ平の特訓に耐え切れずションベンをもらしたとの話もある。

### 拳術館空手
金田長英（かねだ ながひで）
拳術館空手の倉本鉄山の弟子で、YJオープントーナメントの優勝者。表面的には温和で優しい性格であるが、歪んだ嗜虐心を隠し持っている。見せ掛けの空手しか使えない西嶋の拳を破壊して勝利する、「友情」の為に試合を挑んだ黒田を嘲りながら必要以上に痛めつけて病院送りにする、戦いの前にわざと相手の攻撃を受けて正当防衛を成立させるなど、相手に容赦のない戦いを見せる。
拳術館空手に入門するまでは学校で壮絶なイジメを受けており、そこから脱したい一身で拳術館の拷問じみた鍛錬法を耐え切り、「人間凶器」とも言うべき鋼の肉体を手に入れる。地雷殺から爆丹拳の連携技を受け敗北。その後、熹一達や黒田と和解した。得意技は霞連弾。
倉本鉄山（くらもと てつざん）
明石市に住む空手家。様々な他流試合に勝利した超人。「一撃必殺は理論ではなく鍛錬でのみ達成される」「千の訓練を鍛とし、万の訓練を錬とせよ（宮本武蔵）」を旨とした、拷問じみた修練で知られる拳術館空手の創始者。絶え間なく身体への負担を与え続ける事によって全身の骨や皮膚が硬質化させ、土管を素手で叩き割るなどの常人離れした身体を得る事を第一とし、その肉体を駆使した「一撃必殺の空手」を信念とする。
友人が債権問題でヤクザに監禁されて事務所に乗り込みヤクザ23人と喧嘩をし、無傷で全員を病院送りにした経歴を持つ。しかし逆に一切怪我を負わなかった事が仇になって過剰防衛とみなされて逮捕され、以前からその存在を危険視していた空手界から追放された。この因縁から現在もヤクザに狙われているが、本人は全く問題にしていない。剣豪宮本武蔵を「先生」と呼び、敬愛している。酒乱気味で弟子の金田の頭を一升瓶で叩き割る、弟子との組み手で腕を折るなど粗暴な性格だが、厳しい鍛錬について来る者に対してはきちんと師弟愛を持っている。
有川道元（ありかわ どうげん）
かつては不死身の道元と呼ばれた。ベンチプレス200kg、スクワット300kgを出す。拳術館出身の空手家で熹一の事は倉本鉄山から聞いているそうである。東京に鉄心館空手を開いて大熊らを育て上げるものの、ギャルアットの道場破りにより壊滅させられる。道場主としてギャルアッドに一騎討ちを挑むが、前蹴りとコブラソードの前に敗れ去った。
大熊（おおくま）
有川道元が育て上げた、鉄心館空手の中で最強の門弟。道元が熹一らと共に道場についた時にはギャルアッドに他の門弟共々倒されていた。

### 剛越流柔術
葵新吾（あおい しんご）
声 - 子安武人
剛越流柔術を操る少年。独特の訓練で柔軟性に優れ、腕ひしぎ十字固めが効かない程に柔らかく、また足を肩の上に乗せ、歩くこともできる。また、関節技の技量では熹一を軽く凌ぐほどである。裕福な家庭に生まれるも、父が病弱な兄を溺愛した為に愛情を向けられることはなく、兄の死後も父が兄を溺愛していたため、兄にコンプレックスを抱く。自宅庭園にて熹一と決闘するが、襷固めの変形である堅柔固めにより敗北。その時に父が初めて自分に対して悲しみの眼差しを向けてくれたのを見て、笑いながら絞め落とされた。その後、熹一と和解したが、幻舟が静虎に喧嘩を売ったのを止めに入った時に腕を一瞬で折られてしまった。得意技は蛇豪締め、不知火。
茨幻舟（いばら げんしゅう）
声 - 大塚周夫
剛越流柔術宗家で、葵新吾の師匠。無慈悲で非道な人格。角丸新太郎を半身不随にした張本人。また、他流試合で殺人未遂・傷害で収監されていた。相手の動きを読む事ができ、160cmに満たない60歳を過ぎた身体でデビルファクトリーの大男を瞬殺した。静虎と対決し破龍を繰り出すも返されてしまい、静虎の放った幻魔脚を鼻先で寸止めされ、放心状態のまま敗北した。得意技は破龍、不知火。

### 諸流派
加納剛次（かのう ごうじ）
アトランタ五輪代表で重量級の期待の星の高校生。マスコミや女生徒の前では謙虚に振舞っているが、裏では部活の顧問や生徒達を暴力で脅し、学校の女教師など多数の女を抱いている不良である。一方で格闘家としては、ボクサーや空手家などの選手が打撃系が最強と思っているのを見て、柔道が最強な事を証明したいが為に幼少期から柔道のみに専念している真摯な努力家でもあり、熹一との闘いでもノールールであるにもかかわらず柔道技のみしか使わなかった。三年殺しで熹一に大きなダメージを与えるも、決戦前に新たに会得していた菩薩拳の前に敗れる。必殺技は山嵐。
西島陽助（にしじま ようすけ）
熹一と1回戦でYJ空手トーナメントで対戦した相手で、大会チャンピオン。熹一の圧倒的な攻勢に押され続けるが、得点稼ぎに徹した戦いで勝利を得るという姿勢を見せて熹一から失望される。その後、金田との戦いでわざと拳を当てられ、グローブごと指を粉砕されて重傷を負った。
オレッグ・ポビロフ
サンボのチャンピオン。新吾の挑発に乗り、飛びつき腕ひしぎを決めるが、関節の柔らかい新吾には効かず、蛇豪締めで両腕を折られる。
角丸信太郎（かくまる しんたろう）
声 - 不明
龍宮流柔術15代目宗家。幻舟にへっぽこ柔術と馬鹿にされ勝負を挑むが奥義・破龍で首より下を不随にされる。しかし、静虎の懸命な施術によって歩くことができるまで回復する。
レムコ・ヤーロブ
熹一へのアイアン木場からの刺客の1人。ハワイの一角の誰も近づかないスラム街に生まれ住んでいた。母親はアルコール依存症で、父は逃げてしまった。そんな母の為に相撲の横綱になって、ビッグマネーをつかんで、母とともに住む夢を持つ。レスリング経験などもある。相撲の階級制度に納得がいかず、また兄弟子・神魔の虐待に不快感を覚え、周囲の弟子もろともパームボムでなぎ倒し、グッドファイターがいないとストリートファイトの道へ。熹一と一度目に闘った時、警察などが来たので一時中断。二度目の時に、デビルファクトリーで改造され、薬物（ステロイド）の力でパワーアップする。しかし、熹一の執拗なローキックによって脛周囲の筋肉、膝などを痛め、奥義一寸棒死の前に敗北。その後、熹一と和解した。必殺技は掌爆（パームボム）、デーモンスラップ。
ショーン・J・阿久津（ショーン・ジェイ・あくつ）
デビルファクトリー（最凶の格闘家を作るための施設で、義生やレムコを輩出した）館長。人体力学および心理学に精通していて、格闘技界のマッド・サイエンティストと呼ばれている。
神魔（じんま）
現役の力士で、レムコの先輩。レムコの態度が気に障るらしく（チャンコ番などをしない、態度が悪い）、バットで「かわいがり」をしようとしたが、そのバット共々パームボムで吹き飛ばされ、一撃必殺される。
ギャルアッド・スワンパクティ（เกรียงอาจ สุวรรณภักดี）
ムエタイファイターで、ムエタイ戦績は16勝1敗（1敗はキックが金的に入った為）でストリートでは50戦無敗。タイのスラム街に生まれ、本物の貧困を知っており、敗北の恐怖を常に感じながら闘っている。生活の為のファイトマネーを稼ぐため、10歳の時にファイターになったが、相手を完膚無きまでに叩きのめし、それ以来試合を組まれなくなった。日本へは所用で来ており、そこで熹一と知り合う。熹一と闘い、その時に熹一の螺子拳を受け、その後の強烈なミドルキックなどを受けながらも、敗北は地獄であるという精神から何度も立ち上がり最後には勝利した。その後熹一とも友達になり、来日前は嫌っていた日本を離れることを惜しんでいたが、帰国後に試合を組んでもらう為ガルシアと試合をし、ミドルキックにより内臓破裂、再起不能となってしまった。昔自分に負けた元ムエタイファイターで、物乞いになる為に足を切って現在はタイ料理の店をやっている知人がおり、彼のトラウマの1つになっている。得意技はコブラ・ソード、スパインウィップ。
戸口昭（とぐち あきら）
キックボクサーで、日本フェザー級チャンピオン。タイで評価されており、本場のムエタイでも成功する選手と見られているが、ギャルアッドのコブラソードで1ラウンドKOされる。
朝昇（ちょうしょう）
本名、朝田昇（あさだ のぼる）。通称「鼠の朝昇」、「奇人」。1,500以上の関節技を使いこなし、3,000本の骨を折って来たと言われる。関節技のエキスパートであり、神速のタックルを使いこなす他、相手の骨をへし折る「毒蛭」や、顎を外して攻撃を回避するなど奇想天外な技術も持つ。首を絞められても2分間は耐えることができ、真剣の上を歩くことすらできる精神力を持つ。戦闘スイッチが入った時には右指先を曲げて掌を相手に向け、左手で右手首を掴み「んかぁっ」と奇声を発する。身長は熹一よりも低い。
東大法学部卒業後司法試験合格。自分の追い求める完璧な人間が目標。エリートを自認するが、同時にコンプレックスが多い。以前、地下鉄のホームでマナーの悪い若者を注意した際暴力で返され、若者のみならず周囲の野次馬からも蔑視された屈辱を克服するために格闘技術を学ぶことを決め、シュートアカデミーに入門。練習生時代に、シュートを馬鹿にしに来た一線級のプロレスラーを再起不能にした。それからプロレス界では朝田の名はタブーとなり、数多の他流試合をこなしながら黒竜寺に流れ着き、恐怖を超越するために修行に励んでいたという経歴を持つ。TDKにも出場し、ガルシアに敗れたものの準決勝まで勝ち進んだ。
得意技は毒蛭、毒蛭観音開き、顎蛭など。本作のキャラクターでは続編の『TOUGH』に熹一の親族以外で唯一本格的に登場している（アイアン木場は回想、高石義生は最終盤に僅かのみ）。
雲光（うんこう）
黒竜寺住職であり、英拳派宗家。熹一に留波拳で波動を入れ、瞬殺した。奥義の真言波を使いこなし、人肉の味を知る野良狼さえも安らかにさせることができる。ミスチルが好きで、イヤホンでよく聞いている。得意技は留波拳、真言波。
間堅（まがし）
レスリング元日本代表で義生の後輩。暴力事件でレスリング界から追放。昔は義生に負けてばかりだったが、今は勝てるといい、喧嘩を売る。黒竜寺で鍛え上げた肉体は筋肉の上に脂肪を着けており、熹一をして「とてもバランスがいい」と言わせた。しかし義生のチョークスリーパーに1分以上かけさせながらも落とされた。強い者に媚び諂うような卑屈な性格で、粥しか食べてはいけない黒竜寺において密かに乾き物を食したりしている。
露土馬（ろどま）
魔物の露土馬。異種格闘技戦の各種タイトルをとり、英拳派究極奥義の真言波を求め、黒竜寺へ来た。パンチ一発で500kgの牛を昇天させ、猪を軽々殺す。真言波をかけ朝昇と闘うものの、毒蛭で肋骨を何本も折られ、さらに腕や指、膝関節を破壊され敗北。得意技は相手の脳天に強烈な肘打ちを叩き込む「楔打ち」。
マナブさん
シューターで、朝昇の所属していたシュートボクシングの代表。朝昇の回想の中に登場し、最初は朝昇が格闘技の厳しさを嘗めた態度で道場に来たので、スパーリングと称してボコボコにして習うことを断念させようとしていた。朝昇が入門後に腕を上げてからは良き先輩として認めていた様子。なお、猿渡の別作品『あばれブン屋』作中の格闘技大会のポスターに名前と顔が描かれている。

### TDK関連
「the Tournament Dedicated to Kiba」の略で、アイアン木場が生前に行うと決めていたトーナメントで単行本22巻〜38巻辺りまで、高校鉄拳伝タフはTDK編に入る。木場が選び抜いた選手16人（4グループ）の選手（革了、ピーター・カーマン、リカルド伊藤、バーグレー、ヒース、マーク・ハミルトン、河野、東、藤田剛三、エンゾウ、セルゲイ、ゴードン、ガルシア、熹一、義生、朝昇）＋リザーバー（木場真一）の選手らがアイアン木場の残した200億の全財産＋名声をかけて闘った。決勝は熹一とガルシアで、優勝したのはガルシア。
藤田尚矢（ふじた なおや）
藤田剛三の息子で、大学柔道の猛者であり、世界選手権も制している。柔道のキャリア、技術では父に劣るものの、ノールールの世界では圧倒的に上の選手。オリンピックでもメダルは確実と言われていたが、父親の借金のせいで柔道を辞め、働く事に。母親は病気で倒れている。朝昇が強いといい、また熹一の頸椎を背負い投げで痛めさせた。得意技は一本背負いなど。
祠部矢治（しぶや おさむ）
通称「首刈りのシブヤ」。新横浜プロレス所属のプロレスラー。熹一・ゴードン戦後に、花道で熹一を不意打ちによりKOし、「熹一は弱い」と言い放った。プロレスラーとして、東京ドームを満員にしたいという夢を持っているが、所属している新横浜プロレスは2日で潰れ、再建を目指して闘った。新横浜プロレスの目標は、笑いもガチンコバトルもできる「子どもから大人まで楽しめるプロレス」らしい。ショープロレスはあまり得意でないがノールールの闘いではかなりの上級者。しかし、再戦では熹一の変形鰻絞めの前に敗北。
高坂剛眼（こうさか ごうがん）
「悪魔の右腕を持つ男」。安桐流体術。師である安桐院虚毘郎が10年前に鬼龍に殺され、鬼龍を倒す為、右手親指以外の4本の指を異常に鍛え、鋼のような貫き手「魔羅手」を作り上げた。誤解によって熹一と闘うものの、戦いの最中に戦意喪失。
アルフレッド・蟇空（アルフレッド・ばくう）
西洋の古代の秘術、カバラと中国拳法を融合させたカバラ拳法の第一人者だが、鬼龍と闘い、敗北。その時に鬼龍に表情を奪われていた。熹一に催眠術をかけ、戦闘能力を奪ったが、覚醒した熹一の右アッパーの前に敗北。その後、静虎を斧で殺そうとするもあっさり避けられるが、その時に静虎の施術により表情を取り戻した。
栗須革了（くりす かくりょう）
アイアン木場をして「霊長類最強の雄」と言わしめた怪力の巨漢。その腕力は御神木を傾かせるほど。第一戦ではカーマンに滅多打ちにされるもそれに構わずテイクダウンを取り、円空投げ（タックルで両足を捕まえ、肩車のような状態から、円を描く様なフォームで地面に叩きつける）で沈めたが、第二戦では試合開始直後にガルシアの繰り出したパンチで、鎖骨が開放性骨折し、瞬殺される。
ピーター・カーマン
通称「殺人貴公子」。GP三年連続王者。来ると分かっていても避けられないハイキックを使う。幼少時に母親から虐待を受けて育ってきた為、自らもそれに影響されている。革了の円空投げで沈められ、そのトラウマで幼児退行してしまい、以後の試合は棄権する。
リカルド伊藤（リカルド いとう）
日系ブラジル3世。「悪魔の寝業師」と呼ばれるブラジリアン柔術王者。ヒース・クランシーを超えるグラウンドの技術を持っているとされたが、ガルシアに3秒でKOされ、得意技も実力さえも不明のまま緊急入院となり棄権。
マーベラス・バークレー
「最強のハードパンチャー」。世界統一ヘビー級チャンピオン。スラムの出身で、13歳の頃に警官を殴り殺しかけていた時にミスター・Kに拾われた。妻の浮気で顔面を殴打したため法外な額の慰謝料を請求されてしまい、その金稼ぎのためTDKに出場。そのパンチは歴史史上最強と言われる。ボクシングの試合では反則となる後頭部へのラビットパンチで朝昇の目玉を飛び出させるが、朝昇は試合中に自力でそのダメージを修復してしまう。試合は、最後には膝の靭帯と50億円を稼ぎ出すと言われた右腕を折られ、三角絞めによって絞め落とされ、敗北。ミスター・Kは怒り、そのまま彼の額にタバコを押し付け、絶縁宣言をして帰ったが、骨が綺麗に折れていたため、1年もあれば復帰ができる予定。また、朝昇とも友情が生まれている。
ヒース・クランシー
クランシー一族で次期当主。別名「砂のヒース」。兄のゴードンを父を殺した仇としてTDK内で闘いを望んだが、マーク・ハミルトンに完敗する。その後、対マーク戦で重傷を負った体でゴードンと闘う。その試合で、父の死が父の自己完結だった事を知り、和解する。得意技はネック・ローリング。
マーク・ハミルトン
「褐色の核弾頭」。自他ともに認めるコンプリートファイター。過去に自分の母が目の前で父に銃殺されたのを見てそれがトラウマとなり、「淫売の息子」と呼ばれるとキレて止まらなくなる（いわく「勝利の呪文」）。マフィアのボスの女に手を出し、日本へ逃げてくる。試合ではヒースに圧勝。「ゴードンの無敗記録を破る男はこの男か」とまで言われたが、ゴードンの180ヒール・ホールドの前に敗北する。
河野正哉（こうの せいや）
「弾丸特急」と呼ばれる、正統派レスラー。義生と闘い、プロレス否定発言をするが、最後にオイシイ所を持っていった。敗北しながらも虚勢を張り、それを隠し通した姿でファンを引き戻した。敗北後旅に出た。
東修人（あずま しゅうと）
通称「超巨人」。太道館空手の選手で3年連続空手トーナメントチャンピオン。212cm、120Kgの巨大な体格を有する空手家。十分な打撃力を持っているが、超筋肉増幅呼吸法（オメガ・パンプ・アップ）という呼吸法で攻撃力を高める事ができる。この特殊能力を活かし、過去には空手の試合でフルコンタクト空手の防具を突き破るパンチを見せたことがある。ただし、数分しか使えない為、そのチャンスを熹一に防がれ、スタミナが切れたところをボディブローの連打で仕留められた。得意技は「空襲」と呼ばれる連続の打撃。
藤田剛三（ふじた ごんぞう）
「無差別級柔道界の至宝」。柔道5段で、柔道界最強。愛人のマルゲリータとフィリピンで暮らすためTDKに出場も、エンゾウに完膚なきまでに叩き潰された。その後、ホテルで息子の尚矢に怪我した状態で更に痛めつけられ、その後自分が弱い父である事を認め、息子とともに病気で入院中の正妻の元に帰っていった。
笹川エンゾウ（ささがわ エンゾウ）
通称「狂犬」。キング笹川の弟。犬をも噛み殺すほどの凶暴さを持つ。親に捨てられた経験がある。生まれつき痛覚がなく、殴られても痛みを感じない。母親から暴力を受けていたため、暴力しか愛情表現ができずに痛みを知ろうとしていた。TDKでは1回戦で藤田剛三を瞬殺し、2回戦を控えた義生を私闘で半殺しにする。熹一との試合では裸絞めで失神するものの、熹一も意識を失い両者とも試合続行不能となる。その際に静虎が熹一に触れたことでルール上は勝利するが、試合後には熹一の勝利を認め、自ら準決勝進出を辞退。その後は義生と共に熹一を応援し、熹一の練習に一緒に付き合う。
セルゲイ・クリシチョフ
「白狼」と呼ばれたロシアのレスリングフリースタイル金メダリスト。国家警察に勤めている。ゴードンいわく筋力のバランス（速筋、遅筋）が素晴らしいらしく、最大限のパワーとスピードを長時間発揮することができる。しかし、ゴードンの筋肉を超えた力によって、袈裟固めから頚動脈を絞められ、あやされて眠りにつくように敗北した。義生は彼の大ファンである。
ゴードン・クランシー
「伝説の柔術家」「バーリ・トゥードの王」。クランシー一族最強の男。500戦無敗で、最強に最も近い男と言われる。ゴードンの父親さえも最強と言わせる。TDK予選ではセルゲイをあやしつかせるように絞め落し、ハミルトンを180ヒールホールドで葬り去った。難病を患うの息子のために闘っており、その治療費のために一試合1億円の破格なファイトマネーを要求している。また、自身の血流を多少調整することができ（ヨガの一種に似た呼吸法によるものらしい）、相手を自分のペースに巻き込むことにかけては、静虎をして「生粋のペテン師」と言わしめるほど。準決勝戦で熹一の阿鼻固めによって敗れた。得意技はヒール・ホールド、180ヒール・ホールド、墓石固め、ロック・ザ・ドラゴン。
木場真一（きば しんいち）
アイアン木場の息子で、容姿は若い頃の父に酷似している。カズ富士田の呼び名は「キバシン」。アイアン木場の全てを受け継いでいるが、彼に自分の存在を否定された為、その全てを憎んでいた。また、アイアン木場のジャーマン・スープレックスを潰す技、鉄槌車輪やプレーン・プレスを使う。熹一とはTDKリザーブマッチにおいて、かつて静虎とアイアン木場が戦ったボイラー室で闘った。プレーン・ブレスなどの技を繰り出すも、途中で遠くから見守っているアイアン木場の愛情に気付き、憎しみを忘れた。この試合で熹一も灘神影流の技を使い、壮絶な攻防の果て、最後に鰻絞めで絞め落とされた。目覚めて真っ直ぐ外のドアに向かって歩くがドアを開けて熹一の勝利を認めるなど潔い部分もある。
パブロ・スパーン
南米某国のコカイン市場を取り仕切る麻薬カルテルのトップ。国民の10%はコカインで収入を得ており、その中心にいたパブロは王宮での生活のような物を過ごしていた。ガルシアの実力を調べる為ウーゴと闘わせたが、ガルシアのボーン・トルネードで敗北。その後、銃器をガルシアに向け、自分への絶対の服従を要求するが、カルテル破壊の為に突入してきた米軍特殊部隊と攻撃ヘリの前に、自分の部下はほぼ壊滅状態に。最後はガルシアに絞め落とされ、そのまま首を折られ絶命。
ウーゴ・ロドリゲス
「南米の悪魔」といわれ、ルチャ・リブレの選手が震え、ブラジリアン柔術の選手は恐れ慄くほどの強さを持ち、殺人の罪で現在、懲役300年の刑に服している。対戦相手をことごとく再起不能や殺害してきた。ガルシアに対して一定のリズムで顔を叩くことで精神を狂わせていく技を用いるが通用せず、逆にボーン・トルネードによって敗北。
キング笹川
エンゾウの兄。アイアン木場の愛弟子だったが、独自の技術体系と理論に基づいて、新格闘団体を設立した。エンゾウとは血はつながっていない。
Mr.K（ミスター・ケー）
バーグレーを育てた人物。バーグレーが朝昇に敗北したため、「ボクサーの面汚し」などと罵るなどをして怒り帰っていった。
ガス・リプケン
コンプリートファイターで、TDKのバーグレーのトレーナー。熹一も知っている事から、なかなか有名な選手。バーグレーにオイルを染み込ませるなど、様々な事を仕込んだ。
エミリオ・クランシー
ゴードンらの父。自ら作った「ロック・ザ・ドラゴン」を封印した。幼少時のゴードンに厳しくあたっていたが、それはゴードンの素質を見抜いた為（ゴードンも気付いていた）。末期癌で余命3か月の時にゴードンと闘い、その後自ら首の骨を折って絶命した。
バルコ
マーク・ハミルトンのセコンド。勝利の呪文をマークに唱えている、彼のトレーナー。
カズ富士田（藤田）（カズふじた）
レスリンググレコローマン五輪元代表の名選手。サンボ、ボクシングにも取り組んでいた。プロレス界には必ず入らなかった男。また、木場真一に技術を教え込んだ男で、彼自身アイアン木場のファンで、TDKでのアイアン木場の生前の映像で号泣したほど。プレーンブレスを作った男。のちに熹一のトレーナーに。変な癖があり、人型のサンドバッグにベディちゃんという名前をつけている。名前は途中からカズ藤田となっている。
安桐院虚毘郎（あんとういん こびろう）
安桐流体術宗家。剛眼の師匠。10年前に鬼龍と闘い敗北。死に追いやられた。
ギルモア博士
ガルシアを人間兵器として育成する国防総省のプロジェクトの主任。ガルシアをプロトタイプとして、将来的には人間兵器を量産することを目標としており、そのためのデータ収集としてガルシアをTDKに参加させる。
クリス
ガルシアのプロジェクトに参加する若い女性科学者。彼を気にかけ、母性的な愛情を向けていた。しかし、ガルシアに人間的な感情が芽生えることを危惧したギルモア博士が、クリスが敵国のスパイであるとして、ガルシアに抹殺を命じる。しかし、博士の危惧通り、クリスにかすかな慕情を抱き始めていたガルシアは、彼女を殺せなかった。マシンとして教育された自分と人間らしい感情の間で葛藤するガルシアに対して、クリスは彼の出生の秘密を打ち明けようとするが、父の名前を話す寸前に、別の暗殺者に狙撃され死亡する。ガルシアが暗殺者を捕まえて聞き出した結果、上記の敵国のスパイは虚偽であったが、プロジェクトに疑問を感じ、反対派の議員に情報を流そうとしていたことが判明した。

### 非格闘家

#### 学生・教師など
石毛（いしげ）
通称「チンゲ」。小柄な転校生で、いじめられていたが、熹一と仲良くなってからはいじめられなくなった。格闘技マニアで、色々と本やビデオを持っている。
森浦（もりうら）
通称「モリヤン」。熹一の友達。彼女がいるらしい。実家は床屋。
川嶋タカ子（かわしま タカこ）
声 - 鈴木麗子
黒田光秀の彼女。自身も空手経験者で、スケバンを複数人相手にしても軽くあしらえる。熹一に黒田とは闘うなと忠告する。熹一は彼女に一目惚れしたが、闘いではあくまで黒田のことを心配しており、恋は破れてしまった。
立花リカ（たちばな リカ）
加納の通う高校の数学教師。彼と肉体関係を持っている。熹一に加納を「壊して」と頼むが、本心では彼の事を想っており、性格を直して欲しいというのが実情だった。
マサルちゃん
熹一の学校の先生。その授業は長くてだるいらしいが、熹一は真面目に聞いている。熹一がT.D.Kに出場すると知ると、賞金を分けてくれるよう耳打ちするなど、あまり真面目な性格ではない模様。
高石アケミ（たかいし アケミ）
声 - 沢城みゆき
義生の妹。義生が三国野に刺された時、神戸まで来て看病していた。
木場活一郎（きば かついちろう）
アイアン木場の次男。木場には将来は灘神影流を潰せと教育されている。父を憎み殺したい気持ちがある一方で、自分をいじめた子供たちを相手に本気で潰しにかかる木場を尊敬していると口にするなど、複雑な感情を持っている。

#### 不良
尼崎の島木（あまがさきのしまき）
「アマのシマキン」と呼ばれた暴走族のヘッド。鑑別所（カンベ）から出所したばかり。自分の兵隊が熹一にボコボコにされた事に面子を潰されたと考え、熹一をおびき出すために石毛を人質に取る。ただの肥満体にも見える（熹一いわく「ブタマン」）が、実際には脂肪の上に筋肉を付け、さらにその上から脂肪をつけており、格闘技に適した最適の肉体を持つ。熹一の通常打撃は効かなかったが、打撃を掴まれた所を手首と腕の関節を折られて戦意喪失した。
坂上ジロ（さかがみ ジロ）
自称青葉工業高校を仕切っていると自称する3年生で、ケンカよりも小手先の知恵で立ちまわるタイプ。熹一を勝手にライバル視しているが、当人からは全く相手にされていない。染谷兄弟を警察に通報（チンコロ）したことで出所後に兄弟からリンチを食らうが、熹一により助けられる。それ以来、嫌な先輩キャラからギャグ担当になり、御国野に瞬殺されて熹一に泣きつくなどのシーンが描かれた。ボクシングをやっているが実力はない。
染谷狂一、染谷狂二（そめや きょういち、きょうじ）
二人合わせてオソメブラザーズと呼ばれる有名な不良。狂一はヤクザの準構成員とも言われ、狂二は少年院に入所していた札付きの不良。親指でコーヒーカップの底を突き破る力を持つ。ナイフを獲物に熹一へ勝負を挑むが、相手にならず瞬殺される。
御国野（みくにの）
声 - 伊丸岡篤
宝船商業高校の不良の頭。ナイフを常に持っていて、刺し方が上手く、動脈を切らないように切って相手に恐怖感を残す陰険な戦い方をする。熹一にケンカを売るが、戦いが始まる前に義生に仲間ともども殴り倒され、泣きながら命乞いする。熹一との勝負の最中に最後の力を込め、手加減無しでナイフを腰に刺す意地を見せるが、報復に義生に指を握力で木っ端微塵にされ、ローキックで止めを刺された。
加古川の菊村（かこがわのきくむら）
声 - 岩崎征実
暴走族のヘッド。そこら辺の暴走族のヘッドとは根性が違うらしいが、熹一に刀で立ち向かうものの関節を極められた。
モラヘス
グラウンド、パワーのとても優れたブラジリアン柔術の選手。ガルシアに関節蹴り、顔面蹴りで瞬殺された。

#### その他
陳老師（ちんろうし）
推定160歳の「南京町の怪物」。幼少から中国武術に精通しており、今もなお生きている。熹一の祖父が鬼龍の呪怨に敗れた時も助かるほど、死んだフリが得意らしい。針治療にも非常に精通しており、鬼龍の不完全な呪怨によって記憶障害を起こした熹一の祖父を眠らせ、鬼龍の力をキセルに仕込んだ針によって封じていた。黄泉のオババの兄である。
陳桃花（ちんとうか）
陳老師の妹で、別称「黄泉のオババ」。祈祷師だが詐欺師でもあり、100万円という法外な料金を請求する。しかし、たまに見える時があるらしく、鬼龍が幼少の時に宮沢家の破滅を予言した。心眼や霊視で、静虎と鬼龍の闘いを見届けた。
田山（たやま）
声 - 塩屋浩三
早瀬ミドリ（はやせ ミドリ）
声 - 森結佳

## 登場用語

### 灘神影流活殺術
物語に関わる重要な奥義のみ、説明する。
蠢蟹掌（しゅんかいしょう）
心臓に虫を蔓延らせ、二度目で心臓を食い破らせる掌底。しかし二度撃ちは禁忌とされている。この技を受けている時に他の人に撃つと“虫”が移る。
捩突（れいとつ）
灘神影流の秘中の拳で、鬼龍が会得し、静虎が会得できなかった技。脳に障害を与える。静虎は会得こそ出来なかったが、ダメージを半減する方法を知っている。
呪怨（じゅえん）
灘神影流史上最強と言われた宮沢鬼一郎の編み出した技で、その弟虎二郎が受けた事によって宮沢一家が破滅に陥りかけた。虎二郎の8人の息子は次々と死んでいき、ただ1人生き残ったのが熹一の祖父である。脳に血栓を作り出す技とも言われ、受ければ半身不随、失読症、記憶喪失、幻覚を引き起こす。灘神影流の中で封印されてきたが、鬼龍が悪を貫くために秘伝書を求める。不完全ながら祖父を一時期記憶障害に、そして呪怨の秘伝書の片方（呪怨返しの載っている方）を争い、静虎と闘う原因となった。静虎はこの技を受け、『TOUGH』の初期まで記憶障害に陥っていた。
呪怨返し（じゅえんがえし）
呪怨の最後の一撃の衝撃を滑らせ、肘打ちを顔面に叩き込む。静虎の持つ秘伝書に書かれていた。
幻朧（げんろう）
相手の殺気をそのまま相手に返す。仏門の到達点である悟りの境地になってようやく会得できる技と言われており、灘神影流の歴史で繰り出せたのは静虎のみである。この技を受けた鬼龍は、静虎との戦いに勝利したにもかかわらず、精神的には敗北感を覚え、自ら呪怨の秘伝書を破棄した。
塊蒐拳（かいしゅけん）
別名鬼の五年殺しと言われ、内臓に何らかのダメージを与える事で、5年以内に相手を殺す。塊蒐拳の五年殺しを解除する技も存在し、伝承者となる者が、先代からその2つを同時に伝えられる。塊蒐拳の活法と殺法を知る者は尊鷹のみで、鬼龍は殺法のみしか使えない。金時は、尊鷹に口伝で伝授したすぐ後に自分の記憶から消したらしい。

## 書誌情報
- 猿渡哲也 『高校鉄拳伝タフ』 集英社〈ヤングジャンプ・コミックス〉、全42巻
  1. 「灘神影流活殺術」1994年3月18日発売[4]、ISBN 4-08-875261-9
  2. 「決死の挑戦」1994年6月17日発売[5]、ISBN 4-08-875262-7
  3. 「突然の挑戦者」1994年9月19日発売[6]、ISBN 4-08-875263-5
  4. 「『最強』という幻想」1994年12月8日発売[7]、ISBN 4-08-875264-3
  5. 「活殺神髄」1995年3月17日発売[8]、ISBN 4-08-875265-1
  6. 「地獄の復讐」1995年6月19日発売[9]、ISBN 4-08-875266-X
  7. 「友情を超えた関係」1995年10月19日発売[10]、ISBN 4-08-875267-8
  8. 「"最強"の息子」1996年1月19日発売[11]、ISBN 4-08-875268-6
  9. 「悪魔の誕生」1996年4月19日発売[12]、ISBN 4-08-875269-4
  10. 「友情と拳」1996年7月19日発売[13]、ISBN 4-08-875270-8
  11. 「勝負への執念」1996年10月18日発売[14]、ISBN 4-08-875303-8
  12. 「恐怖の超越」1997年1月17日発売[15]、ISBN 4-08-875309-7
  13. 「覚悟の朝」1997年4月18日発売[16]、ISBN 4-08-875495-6
  14. 「最強の宿命」1997年7月18日発売[17]、ISBN 4-08-875496-4
  15. 「闘う運命」1997年10月17日発売[18]、ISBN 4-08-875570-7
  16. 「待望の再会」1998年1月19日発売[19]、ISBN 4-08-875604-5
  17. 「最後に立つ者」1998年4月17日発売[20]、ISBN 4-08-875636-3
  18. 「約束の奥義」1998年7月15日発売[21]、ISBN 4-08-875671-1
  19. 「炎の決戦」1998年10月19日発売[22]、ISBN 4-08-875707-6
  20. 「本能の奥義」1999年1月19日発売[23]、ISBN 4-08-875742-4
  21. 「世界への一歩」1999年4月19日発売[24]、ISBN 4-08-875775-0
  22. 「サムライ」1999年7月19日発売[25]、ISBN 4-08-875801-3
  23. 「愛と恐怖」1999年10月19日発売[26]、ISBN 4-08-875834-X
  24. 「理想の格闘家」2000年1月19日発売[27]、ISBN 4-08-875866-8
  25. 「兄弟の愛憎」2000年3月17日発売[28]、ISBN 4-08-875891-9
  26. 「敗者の栄光」2000年5月19日発売[29]、ISBN 4-08-876022-0
  27. 「武道家と死」2000年7月19日発売[30]、ISBN 4-08-876041-7
  28. 「敗北の美学」2000年9月19日発売[31]、ISBN 4-08-876058-1
  29. 「死の教訓」2000年11月17日発売[32]、ISBN 4-08-876084-0
  30. 「野生の目覚め」2001年1月19日発売[33]、ISBN 4-08-876109-X
  31. 「運命の悪戯」2001年3月19日発売[34]、ISBN 4-08-876134-0
  32. 「怪物vs超怪物」2001年5月18日発売[35]、ISBN 4-08-876152-9
  33. 「悪神降臨」2001年8月17日発売[36]、ISBN 4-08-876190-1
  34. 「夢のプロレス」2001年11月19日発売[37]、ISBN 4-08-876225-8
  35. 「ふたりの息子」2002年2月19日発売[38]、ISBN 4-08-876264-9
  36. 「鬼龍の素顔」2002年5月17日発売[39]、ISBN 4-08-876292-4
  37. 「後継者の資格」2002年8月19日発売[40]、ISBN 4-08-876332-7
  38. 「T･D･K決着」2002年11月19日発売[41]、ISBN 4-08-876365-3
  39. 「"男魂祭り"開催」2003年2月19日発売[42]、ISBN 4-08-876398-X
  40. 「表情を奪われた男」2003年5月19日発売[43]、ISBN 4-08-876439-0
  41. 「宿命の下に…」2003年6月19日発売[44]、ISBN 4-08-876457-9
  42. 「継承」2003年7月18日発売[45]、ISBN 4-08-876474-9

## OVA版

### スタッフ
- 原作 - 猿渡哲也
- 監督 - 西本由紀夫
- 脚本 - 棟居仁
- 絵コンテ - 大畑晃一、秋山勝仁（#2-3）、西本由紀夫（#3）
- 演出 - 秋山勝仁（#2）
- キャラクターデザイン - 木﨑文智
- 総作画監督 - 木崎文智（#1）
- 作画監督 - 阿部邦博（#2）、木崎文智（#2）、北島信幸（#2）
- 美術監督 - 橋本和幸
- 色彩設計 - 高木雅人
- コンポジットディレクター - 青木武
- 編集 - 西山茂
- 音楽 - 中川孝
- 録音演出 - 塩屋翼
- プロデューサー - 千葉善紀
- アニメーション制作 - AIC
- 制作協力 - メディア・スーツ
- 製作 - スパイク

### 主題歌
エンディングテーマ「Private Emotion」
歌 - Lapis Lazuli
挿入歌「Get Over The Limit」
歌 - Lapis Lazuli
挿入歌「Tough the Burning Soul」
歌 - 赤座浩彦

## パチスロ・パチンコ
こちらは、機種名に学校の固有名称を使うことが出来ない（学園は使用可能）関係で『鉄拳伝タフ』の名称で登録されている。これは、『ビー・バップ・ハイスクール』のパチンコ・パチスロ版が『BE-BOP』の機種名で登録されているのと同じものである。また、本作を題材とした機種は、リリースする度にメーカーを変えているのが特徴となっている。
パチスロ
- 『パチスロ鉄拳伝タフ』（オーイズミ、2007年2月）
- 『パチスロ鉄拳伝タフ 2nd ROUND』（オリンピア、2011年4月）

パチンコ
- 『CR鉄拳伝タフ』（三洋物産、2010年3月）